# المخربة (ناطع)

تعديل مصدري - تعديل

المخربة هي إحدى قرى عزلة ال سودان بمديرية ناطع التابعة لمحافظة البيضاء، بلغ تعداد سكانها 53 نسمة حسب تعداد اليمن لعام 2004.